# Anton Laščak
Anton Laščak (italijansko Antonio Lasciac) italijanski arhitekt, inženir in pesnik, * 21. september 1856, Gorica, Avstrijsko cesarstvo, † 1946, Kairo, Egipt.

## Delo
Po realki v Gorici, je študiral arhitekturo na Politehnični fakulteti na Dunaju. Zaradi primankovanja naročil v domačem okolju, se je po študiju in poroki z Goričanko Marijo Plesnizer preselil v Aleksandrijo. Ustvaril je vrsto luksuznih palač v Kairu in Aleksandriji, v Sloveniji pa park in vilo Rafut (Laščakova vila) v Pristavi.  Ustvarjal je tudi v Perugii, Rimu, Torinu in Carigradu. V Gorici je imel precej zamisli, vendar se je uresničila samo fontana z obeliskom v Podturnu.
Kmalu po prihodu v Aleksandrijo leta 1882 je zaslovel z monumentalno zasnovano galerijo Menasce, kar mu je odprlo pot do bogatih naročnikov iz vrst egiptovskega meščanstva in plemstva. V središču Kaira so v zadnjih letih obnovili njegovi dve palači: sedež nacionalne banke Misr, ter stavbo tržaške zavarovalnice Assicurazioni Generali. Za zasluge je od egiptovskega podkralja Abasa II. prejel plemiški naziv beg, kar ustreza baronu. 
Ko je bil po prvi svetovni vojni egiptovski podkralj odstavljen, se je Laščak iz Egipta umaknil, vendar se je po vojni spet vrnil v Kairo, ker v Gorici niso sprejeli nobenega njegovega projekta. Naslednja leta je živel poleti v vili Rafut, pozimi pa v Egiptu. Nazadnje se je v Egipt vrnil oktobra 1946, dobra dva meseca zatem pa je v starosti 90-ih let tam tudi umrl. Pokopan je na latinskem pokopališču v Kairu.
Poleg izdelave arhitekturnih projektov se je v prostem času ukvarjal še s skladanjem in pisanjem poezije v furlanščini.

## Rodbinske povezave
Rodoslovna raziskava dokazuje, da gre za sina slovenskih staršev, poročenega s Slovenko, pričevanja pa so potrdila, da je znal slovensko in se s svojimi sorodniki iz Ročinja  tudi pogovarjal v slovenščini. Rodil se je v furlanskem okolju, pisal in komuniciral predvsem v italijanščini in furlanščini, simpatiziral z iredentizmom. Imel se je za Italijana, tuja strokovna literatura pa ga pozna predvsem kot italijanskega arhitekta Antonia Lasciaca.